# Борисов, Валерий Владимирович
Валерий Владимирович Борисов (род. 3 августа 1948, Ленинград) — главный хормейстер Государственного академического Большого театра России. Народный артист Российской Федерации (2012).

## Биография
Родился в Санкт-Петербурге в 1948 году. Окончил высшее учебное заведение Ленинградскую государственную консерваторию имени Н. А. Римского-Корсакова, факультеты хорового дирижирования и оперно-симфонического дирижирования.
Работал дирижёром Академической капеллы имени И. М. Глинки с 1976 по 1986 годы.
С 1988 по 2000 годах — главный хормейстер Мариинского театра (до 1992 — Ленинградский государственный академический театр оперы и балета имени С. М. Кирова). Подготовил более 70 хоровых произведений для театра. Гастролировал с хором Мариинского театра в США (Нью-Йорк, Омаха), Португалии (Лиссабон), Германии (Баден-Баден), Нидерландах (Амстердам, Роттердам).
С 1996 года — доцент в консерватории Санкт-Петербурга.
В 2003 году вступил в должность главного хормейстера Большого театра. Дебютировал в качестве главного хормейстера с оперой «Евгений Онегин».
Подготовил следующие постановки для Большого театра:
«Снегурочка», «Сказание о невидимом граде Китеже и деве Февронии», «Садко» Н. А. Римского-Корсакова, «Похождения повесы» И. Стравинского и «Руслан и Людмила» М. Глинки, «Мазепа», «Иоланта», «Евгений Онегин», «Пиковая дама» П. И. Чайковского, «Война и мир», «Огненный ангел» С. С. Прокофьева, «Леди Макбет Мценского уезда» Д. Д. Шостаковича, «Фальстаф», «Макбет» Дж. Верди, «Дети Розенталя» Л. Десятникова (мировая премьера), «Манон Леско», «Богема», «Мадам Баттерфляй» Дж. Пуччини, «Борис Годунов» М. Мусоргского, «Кармен» Ж. Бизе, «Воццек» А. Берга, «Летучая мышь» И. Штрауса-сына, «Волшебная флейта», «Так поступают все женщины», «Свадьба Фигаро» В. А. Моцарта, «Катерина Измайлова» Д. Д. Д. Шостаковича, «Осуждение Фауста» Г. Берлиоза, «Билли Бадд» Б. Бриттена, «Идиот» М. Вайнберга, «Дон Карлос» и «Бал-маскарад» Дж. Верди, «Кандид» Л. Л. Бернстайна (театрализованное концертное исполнение), «Севильский цирюльник» и «Путешествие в Реймс» Дж. Россини, «Русалка» А. А. Дворжака.

## Награды и звания
- Народный артист Российской Федерации (21 марта 2012 года) — за большие заслуги в области кинематографического, музыкального, театрального, хореографического и циркового искусства[1].
- Заслуженный артист РСФСР (20 декабря 1985 года) — за заслуги в области советского музыкального искусства[2].
- Хор Большого Театра под руководством В. В. Борисова был удостоен специального приза жюри премии «Золотая маска» (2005) и «оперного „Оскара“» — премии International Opera Awards[3] (2019).
- В. В. Борисов был дважды удостоен премии «Золотой Софит» (1999, 2003) — высшей театральной премией Санкт-Петербурга.